# جدار لندن

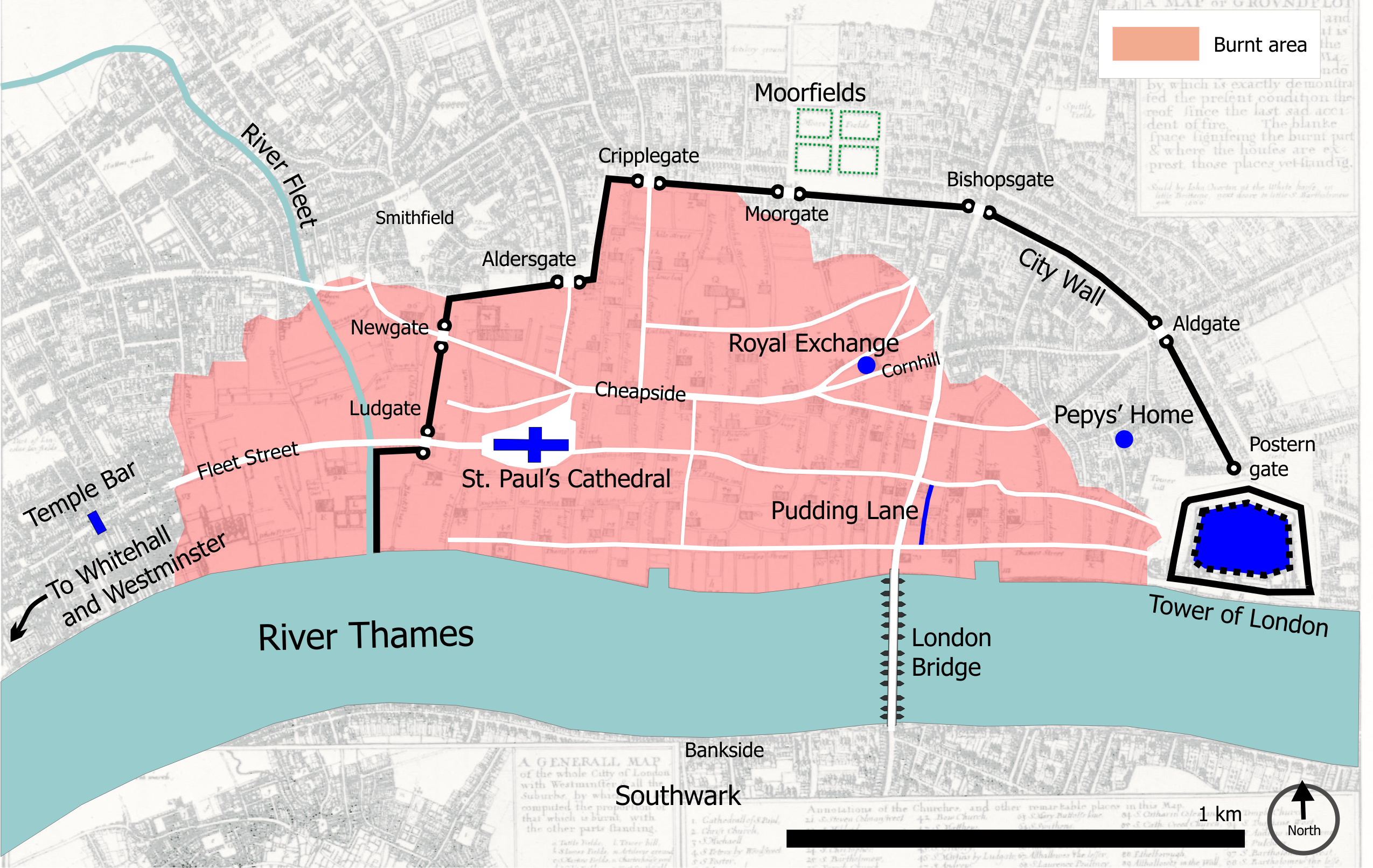
توضح المنطقة الوردية مدى توسع النار في حريق لندن الكبير عام 1666 وقد دمرت معظم المدينة المسورة

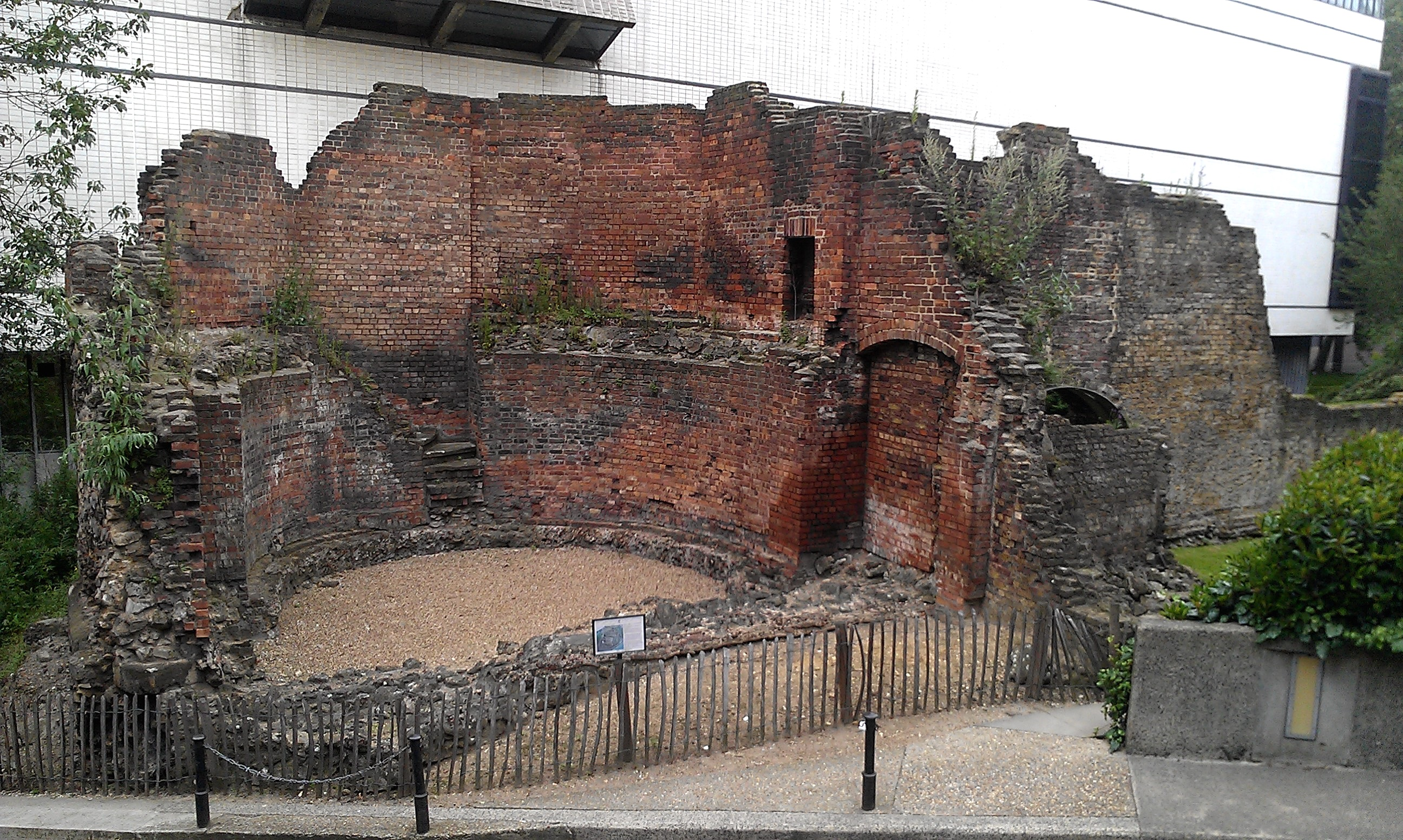
حصن 14 في محيط جدار لندن والذي يطل عليه متحف لندن

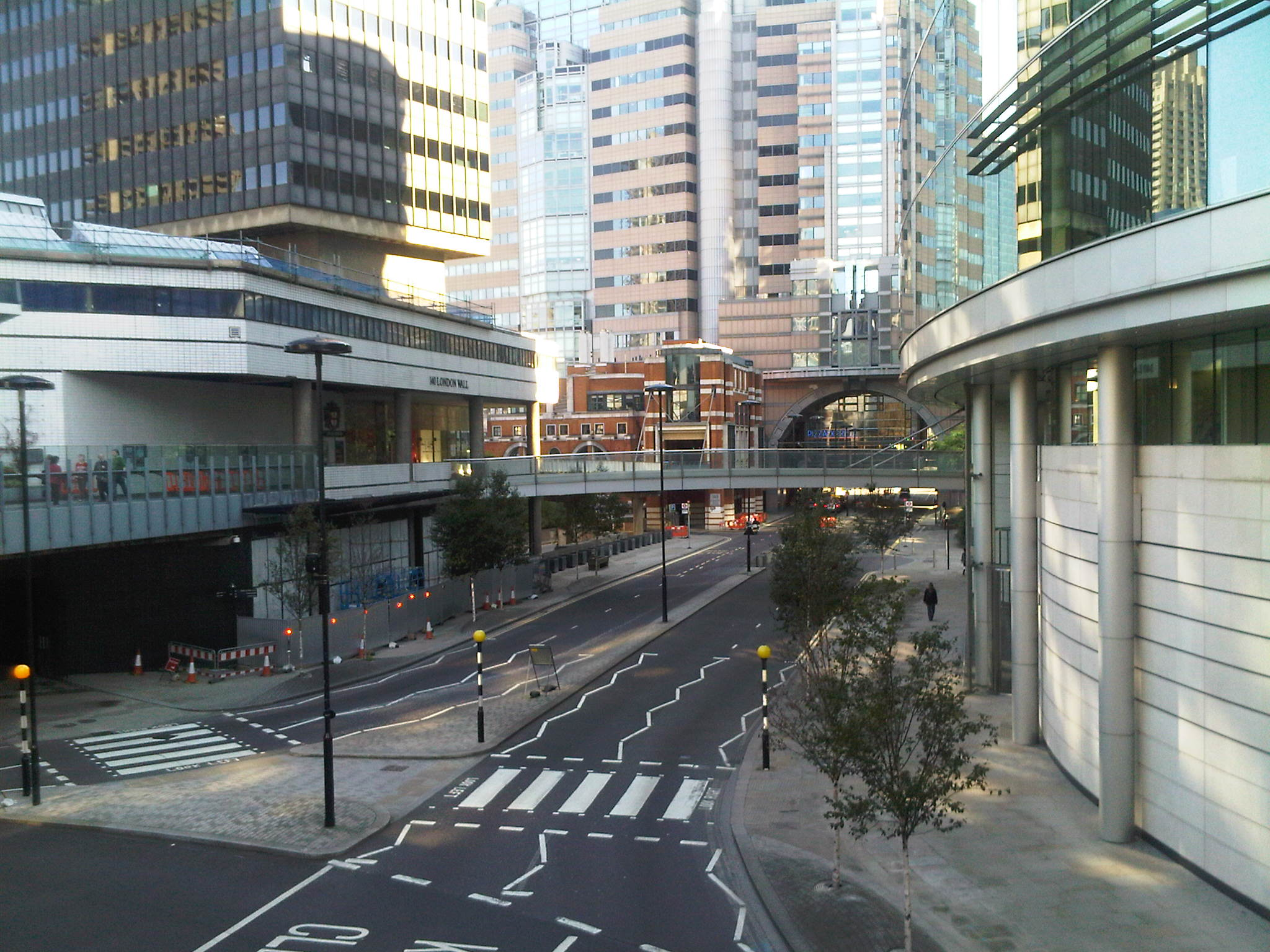
الطريق الحديث (نشر عام 1976) المسمى بجدار لندن

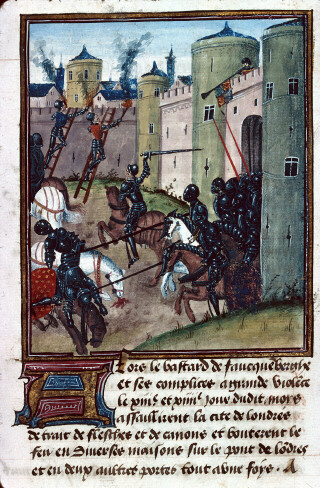
القوات اليوركستورية التي هاجمت لانكاستريين أثناء حصار لندن 12 – 15 مايو 1471

مدينة لندنيوم عام 400 ميلادي ويظهر الجدار الروماني

بنى الرومان جدار لندن كسورٍ وقائي في بداية الأمر حول مدينة لندنيوم ذات الأهمية الإستراتيجية للرومان، كونها ميناء تجاري، وتقع على ضفاف نهر التايمز وتعرف بلندن اليوم في إنجلترا، وبقي السور على حاله حتى القرن الثامن عشر، ويطلق حاليا هذا الاسم على إحدى طرق لندن الممتدة على جزء من مسار الجدار القديم الذي يقع بين شارعي وورم وود وتقاطع روتيند جيكشن، حيث يقع شارع مارتن لي قراند مقابلا  لشارع ألدرزجيت وظل الجدار راسماً لحدود لندن إلى منتصف القرون الوسطى.

## الجدار الروماني
وقد بني في أواخر القرن الثاني أو في بدايات القرن الثالث، ومع أن السبب الدقيق من بنائه بقي مجهولاً، وكان ذلك قرابة 80 عاماً بعد إنشاء حصن المدينة عام 120.وكان شمال السور سميكاً ويزداد في الإرتفاع ليشكل جزء من سور المدينة الجديدة، ولقد شكل تداخل سور القلعة للمنطقة المحيطة طرازاً خاصاً في الشمال الغربي من المدينة ‘واستمر تطويره حتى نهاية القرن الرابع على أقل تقدير مما جعله ممن بين آخر مشاريع البناء الكبرى التي قام بها الرومان قبل مغادرتهم لبريطانيا عام 410.وكان للأزمة دور وثيق في أواخر القرن الثاني، ذلك عندما قام الحاكم البريطاني كلوديس البنس بتعزيز قوته بعد المطالبة بحقوقهم الأرثية في الإمبراطورية الرومانية وبعد صراع مع خصومه انهزم في معركة لوغدونم (بالقرب من ليون، فرنسا) عام 197.
```
 كان للجدار وحملات سيبتو دور في الجانب الاقتصادي وقد جعلت بوابات الجدار محادية للشبكة البريطانية للطرق الروما
نية
 وصممت البوابات الأصلية بإتجاه عقارب الساعة من [nourah sl2] منطقة لودجيت في الغرب إلى ألدجيت وثم إضافة ألرسجيت بين نيوجيت وكربلجيت حوالي 350 وقد بني بناء رجيت في البداية وكان طول وحجم الجدار أحد أكبر مشاريع البناء في 
بريطانيا الرومانية
 ومن ثم اكتمل الجدار الذي يحتوي على بوابات وأبراج وفنادق دفاعية التي بنيت من حجر كنتيش راغتون الذي تم إحضاره بواسطة بارج من المحاجر بالقرب من 
ميدستون
 وكان بطول 2 ميل (3، 2 كلم) ويحيط بمساحة حوالي 330
```

```
بمقدار (130 هكتار) وكان عرضه 2، 5م (8 قدم 2 بوصة) إلى 3 م (9، 8 قدم) وارتفاع يصل إلى 6 م (20 قدم) وارتفاع يصل 6 م (20 قدم) وكان الخندق أمام الجدار بعمق 2 متر (6 قدم 7 بوصة) وعرضه يصل إلى 5 أمتار (6 أقدام) وكان هناك ما لا يقل عن 32 برجاً متباعداً على مسافة 64 متر (220 قدماً) على القسم الشرقي من الجدار.
```

بعد حادثة شن الغارات عدة مرات من قبل القراصنة الساكسوسيين في أواخر القرن الثالث قام الرومان بمزيد من الإصلاحات عام 280 وتشييد الأبنية عام 3900،
ظلت بعض الشكوك حول وجود جزء من الجدارعلى ضفة  النهر إلا أن قلة الأدلة بقي عائقاً إلى أن أظهرت الحفريات في برج لندن عام 1577 أن قسم من الجدار الحاجز الداخلي بين أبراج لانثورن والكفيلين كان في الأصل الجزء الشرقي من الجدار الروماني على ضفة النهر ولا يعلم أحد كم بقي الجدار على النهر، ولكن هناك بعض الإرهاصات التي تدل على أن جزء منه بالقرب من رصيف كوينث في مخططي 889 و898 ولا يوجد إحتمالات أخرى على أن الأجزاء المتبقية قد شملتها إصلاحات مابعد الرومان لذلك من غير المحتمل أن تكون جزءاً مهماً من قوات الدفاع بعد الفترة الرومانية.

## إستثمار ما بعد الرومان
مع إنهيار الإمبراطورية الرومانية الغربية، لم تعد لوندنيوم عاصمة بريطانيا رغم أن الحضارة الرومانية البريطانية ظلت في منطقة مارتن ان ذا فيلدز حتى قرابة عام 450 ومع ذلك ظلت محافظة على قوتها السابقة وقد ذكر الأنجيلو ساكسون كرونيل انحسار نفوذ الرومان البريطانيين في لندن بعد هزيمتهم الدموية في معركة كريكلنفورد (كرايفورد، كينت) على يد هنغيست وهورسا قادة الغزاة الساكسون.ومنذ حوالي 500 عام تطورت مستوطنات الإنجيلو ساكسون التي عرفت بلاندونيك في ذات المنطقة مقارنة بالمدينة الرومانية المهجورة وبحلول علم 680 تقريبا انتعشت لندن بشكل كبير لتصبح ميناءاً رئيسياً لساكسون ومع ذلك لم يتم الحفاظ على حماية الجدار وسقطت لندن ضحية هجومين ناجحين من الڤايكنغ في عامي 851 و886 .
في عام 886 توصل ملك وسكس الذي يسمى ألفريد العظيم إلى إتفاق بشأن المناطق التي سيطر عليها جغرافياً وسياسياً، والتي بسط نفوذه عليها بعد هجوم الاسكندنافيين داخل الجزء الشرقي والشمالي لا نكلترا، مع الحدود الممتدة تقريباً من لندن إلى تشيستر.وكان للأسكندنافيين دور في تأسيس منطقة دانيلو في العام نفسه، ولقد أعلنت الإنجيلو السكسونية أنه أعيد تأسيس لندن وانعاش الحياة والتجارة داخل الأسوار الرومانية القديمة، وكانت سياسة ألفريد بناء دفاع قوي لمملكة ويسكيس ضد الڤايكنج، بالإضافة إلى إنشاء إستراتيجية هجومية ضد الڤاينكج الذين كانوا يسيطيرون على ميريسيا، وتم إنشاء أيضاً برغال وساوثوراك على ضفة نهر التايمز خلال هذه الفترة، وترميم أسوار مدينة لندن، حيث شهدت المدينة نمواً بطيئاً أول الأمر، وظل حتى قرابة عام 950 عندما ازداد النشاط المدني بشكل ضخم، ولقد تعرض جيش ڤاينكج الكبير لهزيمة بعدما هاجم بورغ لندن عام 994 .
.

## فترة العصور الوسطى
بحلول القرن الحادي عشر كانت لندن بلا منازع من أكبر المدن في إنجلترا وأعيد بناء منطقة ويستمنستر على الطراز الروماني في عهد الملك إدوارد كأعظم كنيسة في أوروبا وكانت ويستمنستر عاصمة انجيلو ولكن منذ ذلك الوقت أصبحت لندن ممر رئيسي للتجارة الأجنبية وقاعدة دفاعية في وقت الحرب، ويرى فرانك «إنها تمتلك الموارد لذلك تطورت بشكل سريع من حيث أهميتها والوعي السياسي لرأس المال الوطني» وكان لحجم مساحة لندن وأهميتها دافع لإعادة تطوير المدينة الدفاعية خلال أوائل القرون الوسطى ولكن بعد غزو الرومان لانجلترا خضع الجدار لعمل إصلاحات كبيرة شملت التظليل وإضافة بوابات وأبراج ومعاقل أخرى وبغض النظر عن بوابات جدار المدينة السبعة هناك 13 بوابة على نهر التايمز حيث يتم تفريغ البضائع من السفن وتشمل المناطق بيلنغ جيت، وبريدج جيت، وبوابة بوسترين، بالإضافة إلى ذلك كانت هناك بوابات مخصصة للمشاة فقط مثل برج البوابة وبوابة البريدج في لندن وقد كانت الميزة الدفاعية الأخرى في العصور الوسطى هي استعادة الخندق الدفاعي المجاور مباشرة لخارج السور وتم تخليد ما تميز به كإسم شارع هاوندسديتش، ويبدو أنه قد تم إعادته إيقافه عن العمل في عام 1213 مع وجود خندق تم ترميمه على شكل حرف V  على عمق 6 أقدام وعرض يتراوح بين 9- 15 قدماً ومن الممكن أنه قد أدى إيقاف الخندق إلى تحويل بعض مياه والبوك التي كان من الممكن أن تتدفق عبر المدينة وقد ظل السور مثل السد مما أدى إلى عرقلة جزء من مسار مياه والبوك المتدفقة عبر المدينة من مورفيلد التي تقع شمال الجدار مباشرة ومع استمرار نمو لندن في فترة العصور الوسطى، نهضت التنمية المدنية خارج حدود المدينة أدى هذا إلى التوسع في أوآخر معنى الكلمتين without و within التي تفيد معنى ما إذا كانت تقع داخل المدينة أو خارج محيطها على الرغم من أن مارينغدون ما تسمى بالبرج سابقاً هي فقط ماتم تقسمها إلى عنابر منفصلة بهذه الطريقة لتحول دون سقوطها وراء البوابات على برج لندن، وبعض الأجنحة مثل ألدرسجيت، وبيشوجيت، وكريبلجيت، كانت تغطي منطقة داخل الجدار وخارجه وعلى الرغم من عدم تقسيمها إلى أجنحة منفصلة غالباً مايتم الإشارة للجزء أو القسم داخل السور على الخرائط والمستندات وما إلى ذلك على أنها «داخل» والجزء الموجود خارج السور على أنه (خارج) من الناحية التاريخية القديمة ويشير المقطع في أوآخر الكلمة إلى الكنائس والأبرشيات التي بالقرب من بوابات المدينة مثل شارع أودين [ns9] الذي بداخل نيوجيت وشارع بوتلوف من غير بيشوبجيت.

## بوابات القرون الوسطى
كان للطراز الروماني في بناء الجدار في القرون الوسطى بالغ الأثر على تطور لندن وعمرانها حتى اليوم، إلا أن السور قيّد حدود المدينة وإضافة إلى العدد المحصور من البوابات والطرق الغير معبدة، فإن أجزاء من شبكة الطرق الحديثة والتي تؤدي إلى المنطقة المحيطة سابقاً ظلت كما هي منذ القرون الوسطى ويتم تحديد البوابات والطرق المؤدية لها بإتجاه عقارب الساعة من الغرب إلى الشرق كما يوضح أدناه:
تعديل الطرق غربًا فوق أسطول النهر
طرق إلى وستمنستر وشبكة الطرق الرومانية
لودجيت
شارع الأسطول وستراند
البوابة الجديدة
هاي هولبورن وشارع أكسفورد، مع إمكانية الوصول عبر طريق ديڤيلز السريع إلى سيلتشيستر وباث، وشارع واتلينغ إلى سانت ألبانز ووسط الغرب الأوسط.
طرق الشمال فوق حقول فينسبري وتعديل مورفيلدز
مع إمكانية الوصول المباشر إلى المزيد من الطرق المحلية.
ألدرزجيت
الطريق إلى London Charterhouse ، Clerkenwell و Islington.
مشلول
إلى فينسبري
مورجيت
حتى عام 1415 كان هذا عبارة عن ملصق صغير يؤدي إلى مستنقعات مورفيلدز في فينسبري. ومن الممكن أن تكون البيئة المستنقعية ناتجة عن الجدار الذي يعيق تدفق Walbrook جزئيًا. ظلت مورجيت غير متصلة بشكل جيد مع عدم وجود طريق اقتراب مباشر من الجنوب حتى عام 1846، بعد مرور بعض الوقت على هدم الجدار.
تعديل الطرق شرق Walbrook
البوابات التي فتحت أخيرًا على الطرف الشرقي من لندن، مع الوصول إلى شبكة الطرق الرومانية.
بيشوبس جيت
Shoreditch High Street و Ermine Street ، مما يؤدي إلى لينكولن ويورك.
ألدغيت
طريق وايت تشابل، بداية الطريق الروماني إلى إسكس وشرق أنجليا عبر ستراتفورد وكولشيستر.
برج هيل بوسترن
نقطة النهاية لجدار العصور الوسطى، عند تقاطعها مع خندق برج لندن. لا يزال من الممكن رؤية أسسها.

## نهاية الرومان
ظلت حدود مدينة لندن، وبقيت لتتلائم مع سور المدينة القديمة، حيث وسعت المدينة صلاحيتها خلال فترة القرون الوسطى، وتوسعت الولاية القضائية للمدينة غرباً، وعبرت الحدود الغربية التاريخية للمستوطنة الأصلية إلى طول شارع فليت إلى تمبل بار، كما أخذت المدينة في «حانات المدينة» الأخرى بوابات الرسوم التي كانت تقع خارج المنطقة المسورة القديمة بار هولبورم، ويستفيلد بار، وباروايت تشابل، وكانت هذه المداخل المهمة للمدينة، وكانت سيطرتهم الحيوية في حافظت على الإمتيازات الخاصة للمدينة، في بعض علاقتها التجارية، وخلال حريق لندن الكبير في سبتمبر عام 1666، تم تدمير تقريباً معظم ما تبقى من مدينة لندن، في العصور الوسطى داخل المنطقة المحيطة بالسور، وتعرضت البوابات السبع للعديد من الإصلاحات، وإعادة البناء على مر السنين إلى أن تم هدمها جميعها بين عامي 1760 و1767، وتواصل العمل على هدم الجدار حتى القرن التاسع عشر، ومع ذلك تم دمج أجزاء كبيرة من السور مع هياكل أخرى.
وكان الحطام ملحوظ في المدينة المدمرة بالقنابل خلال الحرب الثانية من بقايا سور لندن، وكل ما تبقى من السور هو بضعة أجزاء، وإن كانت كبيرة إلا أنه يمكن رؤية البعض منها في أراضي متحف لندن في مقاطعة باربيكان اسنيت، وحول تاور هيل، وتم الكشف عن قسم بالقرب من تحف لندن في نوبل استريت بعد الدمار الذي تسببت به غارة جوية في حدائق ألفيج، وتشكل الأقسام الأخرى جزءاً من جدران وأساسيات المباني الحديثة ولا يمكن رؤيتها إلا من داخل تلك المباني، ومن واحدة من أكبر الأجزاء والتي يمكن الوصول إليها من محطة أنفاق تاورهيل، وتجد أمامها نسخة من تمثال الإمبراطور تراجان، وهناك قسم آخر وهو ما تبقى منه في الطابق السفلي في مبنى one American square  ، وهناك المزيد من البقايا في قبو بيلي القديم، وأقام متحف لندن في عام 1984 مسيرة جدارية بداية من برج لندن إلى المتحف باستخدام 23 لوحة من البلاط وقد دمرت عدداً منها في السنوات التالية وفي شارع نوبل استبدلت بألواح زجاجية محفورة، وتم تصميمها كنموذج أولى للنموذج الجديد على طول المسيرة بأكملها، ولكن لم يتم إجراء أي بدائل أخرى.

## النمط الحديث
الطريق الحديث (نشر عام 1976) المسمى بجدار لندن
ويقام إحتفال بالذكرى بداية من الطريق، الذي كان في الأصل مسارا للجدار الشمالي، وعلى الطريق الذي سمي بجدار لندن، والذي يقع في متحف لندن، ويبدأ من المسار الجديد في الغرب مع تقاطع رونوندا في ألدرسجيت، ثم يمتد شرقاً بعد مورجيت، ومن هذه النقطة يسير بالتوازي مع خط سور المدينة ويصبح في نهايته شارع وورم وود قبل أن يصل إلى بيشوبسجيت، أما هذا الخط  أعيد إصلاحه بين عامي 1957 و1976، أما قبل ذلك الوقت كان سور لندن ضيقا من شارع وورم وود إلى شارع وورد القسم الغربي والذي يعرف الآن بحديقة ألفيج0
أما خندق الجدار والذي يعرف بشارع هاوندزدتش فقد كان في يوماً ما موقعاً رئيسياً لتصريف القمامة في لندن وكان يعرف برائحته النتنة وفقاً لمؤرخ القرن السادس عشر جون ست، عندما كان المكان نفسه مكشوفاً وقد كان مرتعاً للقاذورات التي يتم نقلها من المدينة وخاصة الكلاب الميتة وإلقاؤها " ومن ثم تم ردم الخندق في نهاية القرن السادس عشر ليصبح خطاً للشارع المذكور أعلاه.
حصن 14 في محيط جدار لندن والذي يطل عليه متحف لندن
| الإحداثيات                 | الموقع         |
| 51° 31′ 3″ N, 0° 5′ 49″ W  | متحف لندن      |
| 51° 31′ 7″ N, 0° 5′ 40″ W  | باربيكان       |
| 51° 31′ 4″ N, 0° 5′ 43″ W  | جدار لندن      |
| 51° 31′ 5″ N, 0° 5′ 33″ W  | جدار سانت ألفا |
| 51° 30′ 38″ N, 0° 4′ 34″ W | طريق كوبر      |
| 51° 30′ 36″ N, 0° 4′ 33″ W | تاور هيل       |

## قائمة المراجع
تشابمان ، هيو ، هول ، جيني ، ومارش ، جيفري (1986)، The Wall Wall Walk London: متحف لندن.
روس ، كاثي ، وكلارك ، جون ، محرران. (2008)، لندن: التاريخ المصور. لندن: ألين لين.
سميث ، أ. (1970)، قاموس أسماء الشوارع في مدينة لندن. لندن: ديفيد وتشارلز.

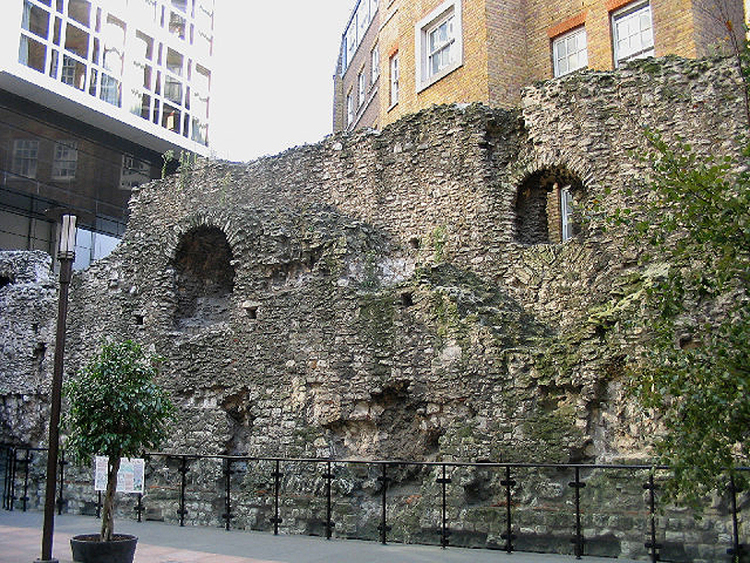
ما تبقى من أجزاء الجدران الروماني الأصلي في القرن الثالث في طريق كوبرس بالقرب من محطة تاورهيل

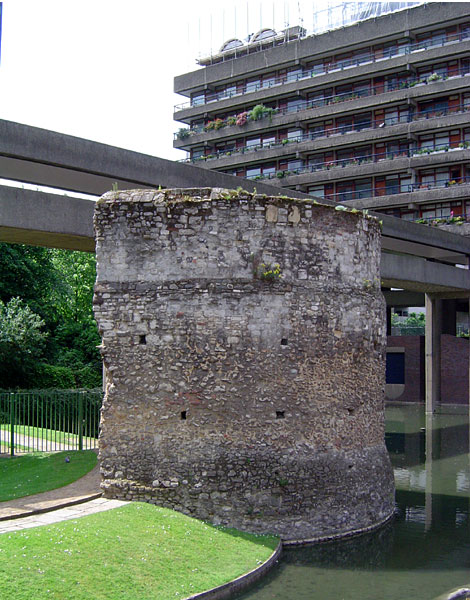
باستيون التي تقع بالقرب من باربيكان ذات التأسيس الروماني بهيكل علوي البناء في القرن الثالثة عشر.

## الفهرس
تشابمان ، هيو ، هول ، جيني ، ومارش ، جيفري (1986)، The Wall Wall Walk London: متحف لندن.
روس ، كاثي ، وكلارك ، جون ، محرران. (2008)، لندن: التاريخ المصور. لندن: ألين لين.
سميث ، أ. (1970)، قاموس أسماء الشوارع في مدينة لندن. لندن: ديفيد وتشارلز.

## روابط
https://www.google.com/maps/d/viewer?mid=12UtvwiGb3Pfb1BBkGQCwFfBFEGI&ll=51.51295910813191%2C-0.08887230000004909&z=15